# Palazzo della Prefettura (Riunione)
Il Palazzo della Prefettura è uno storico edificio di Saint-Denis alla Riunione, nell'oltremare francese.
Le facciate e le coperture del palazzo sono classificate come monumento storico dal 12 agosto 1970, mentre il resto dell'edificio vi è iscritto dal 9 febbraio 2006.